# Vesuvianit
Vesuvianit är ett mindre vanligt komplext kalcium- och aluminiumhaltigt silikatmineral som fått sitt namn efter Vesuvius i Italien. Den kemiska formeln är (Ca,Na)19(Al,Mg,Fe)13(SiO4)10(Si2O7)4(OH,F,O)10 och är ett sorosilikat.
Mineralet kristalliserar i talrika yttre former, mest dock som fyra- till åttasidiga kristaller medan den inre strukturen är enligt det tetragonala kristallsystemet. Vesuvianit finns i många olika färger och används som smyckessten.
De gröna kristallerna är något lättare än de bruna. Äldre namn är vesuvian och idokras.

## Förekomst
Vesuvianit förekommer på många platser såsom vid vulkanen Vesuvius, i Piemonte, Tyrolen, Ural, Sibirien och vid Eger i Böhmen. Vid Alathal i Piemonte förekommer en vacker gräsgrön och på Vesuvius en brun variant vilka slipas till prydnadsstenar.
I Sverige har den påträffats i Lindbo i Västmanland, vid Falun samt vid i Gökum i Uppland. Vidare finns förekomster vid Frugård i Finland och i Norge finns en blågrå variant i Telemarken, vid Eker och vid Egg utanför Kristiansand.

## Användning
Vesuvianit slipas ibland och används som prydnadssten. Den förekommer ibland under de felaktiga benämningarna krysolit och grön granat. Californit är en grön varietet som felaktigt kallats vesuvianjade.